# Polycarpaea garuensis
Polycarpaea garuensis är en nejlikväxtart som beskrevs av J.-p. Lebrun. Polycarpaea garuensis ingår i släktet Polycarpaea och familjen nejlikväxter. Inga underarter finns listade i Catalogue of Life.